# Lo imperdonable (1963)
Lo imperdonable é uma telenovela mexicana, produzida pela Televisa e exibida em 1963 pelo Telesistema Mexicano.

## Elenco
- Silvia Derbez
- Eric del Castillo
- Tony Carbajal
- Pilar Sen